# Preakness (häst)
Preakness, född 17 mars 1850, död 1 juli 1875, var ett engelskt fullblod, mest känd för att ha fått loppet Preakness Stakes uppkallat efter sig.

## Bakgrund
Preakness var en brun hingst uppfödd av Robert A. Alexander på Woodburn Stud i Spring Station, Kentucky. Preakness var efter Lexington (efter Boston) och under Bay Leaf (efter Yorkshire).

## Karriär
Preakness tävlade mellan 1870 och 1876, och sprang in 39 820 dollar på 39 starter, varav 18 segrar, 12 andraplatser och 2 tredjeplatser. Han tog karriärens största segrar i Dinner Party Stakes (1870), Manhattan Handicap (1873) och Saratoga Cup (1875). Han segrade även i Maturity Stakes (1871), Westchester Cup (1871), Pimlico Stakes (1871), Grand National Handicap (1873), Jockey Club Handicap (1873), Long Branch Stakes (1873), Jockey Club Stakes (1874) och Baltimore Cup (1875).
Preakness segrade i den första upplagan av Dinner Party Stakes (numera känt som Dixie Stakes) den 25 oktober 1870, öppningsdagen för Pimlico Race Course i Baltimore, Maryland. Han fortsatte sin tävlingskarriär fram till 9 års ålder.

### Död
Efter att han avslutat sin tävlingskarriär, såldes han till England för att vara verksam som avelshingst. Han blev senare temperamentsfull, liksom hans nya ägare, hertigen av Hamilton. Efter ett bråk då Preakness vägrade lyda hertigen under en avelssession, hämtade han en pistol och dödade hästen, vilket ledde till ett offentligt ramaskri. Som ett resultat av detta skedde en reformering av djurskyddslagar. Mr. Sanford, hans tidigare ägare donerade sin trofé från segern i Dinner Party Stakes till det omdöpta loppet till hans ära.
Då han segrat i första upplagan av Dinner Party Stakes, skapades ett nytt stakeslöp för att hedra Preakness: Preakness Stakes.
2018 valdes Preakness postumt in i National Museum of Racing och Hall of Fame.